# Религия в Пакистане

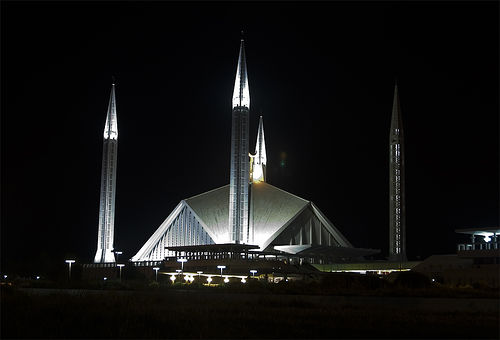
Мечеть Фейсал в Исламабаде

Подавляющее большинство пакистанцев исповедуют ислам. 96,5 % населения страны — мусульмане (85—90 % из них — сунниты, 10—15 % — шииты). Оставшиеся 3,5 % — религиозные меньшинства индуистов, христиан, сикхов и других. В государстве существует закон о богохульстве и связанные с ним серьёзные ограничения свободы вероисповедания для всех, кроме мусульман. Ахмадийская мусульманская община также подвергается преследованиям на законодательном уровне.

## Ислам
В марте 1949 года при правительстве Лиакат Али Хана было провозглашено, что в государстве Пакистан будет одна государственная религия — ислам. В 1950 году Совет улемов Пакистана предоставил проект, известный как Двадцать два пункта улемов. Этот проект внёс изменения в конституцию в соответствии с целями резолюции (согласно шариату).
В 1977 году при правительстве Зульфикара Али Бхутто были запрещены алкоголь и наркотики, также был перенесён выходной день с воскресенья на пятницу. Однако основная исламская программа стартовала в период исламизации общества при генерале Зия-уль-Хаке. Начиная с февраля 1979 года вступили в силу новые законы, основанные на исламском понимании справедливости и равенства. В то же время по ряду законов для женщин были более серьёзные последствия, чем для мужчин. Был введён закят (обязательный годовой налог в пользу бедных, нуждающихся, а также на развитие проектов, способствующих распространению ислама и истинных знаний о нём) и запрещено ростовщичество.
Большинство мусульман — сунниты (85—90 %), однако имеется шиитское меньшинство (10—15 %).
Мусульмане составляют основу президентов и премьер-министров. Кроме того, конституция защищает Федеральный шариатский суд (который имеет право отменить любой закон, противоречащий исламу).

## Буддизм
В пакистанской долине Сват находится множество археологических памятников буддийской культуры. Много веков назад на севере Пакистана и в Афганистане было буддийское царство под названием Гандхара. После прихода ислама мусульманское население долины Сват с уважением относилось к буддийскому наследию в виде памятников и статуй. В XX веке буддийские руины стали туристической достопримечательность провинции Хайбер-Пахтунхва. Некоторые из руин признаны Организацией Объединённых Наций в качестве мирового наследия.

## Христианство
Христиане в Пакистане — религиозное меньшинство, всего 3 миллиона человек (то есть 1,6 %). Крупнейший христианский храм в стране — собор святого Патрика — находится в городе Карачи. В 1990 году церкви в Фейсалабаде были разрушены. В Пакистане в 2005 были угрозы бомбардировки. В Лахоре находится Собор Воскресения. В Карачи живёт христианская группа из Гоа. У Церкви Пакистана 800 000 членов. Церковь Пакистана была основана в 1970 году как объединение лютеранских, методистских и англиканских церквей. Вне объединения остались баптисты, адвентисты, сторонники Ассамблей Бога и Армии Спасения.

## Индуизм
Индусы составляют 5,5 % от всего населения Пакистана. В провинции Синд индусы составляют 17 % населения. В Белуджистане чуть больше чем 1 % населения исповедует индуизм, а в Пенджабе и Хайбер-Пахтунхве — менее 1 %.

## Свобода вероисповедания
Закон о богохульстве, предусмотренный Уголовным кодексом Пакистана, имеет значительное влияние на свободу вероисповедания в стране. Согласно этому закону, действия, которые могут рассматриваться как оскорбление или дискредитация ислама, пророка Мухаммеда или Корана, являются уголовно наказуемыми. Наказание за богохульство может варьироваться от денежного штрафа до смертной казни. Этот закон иногда используется для преследования религиозных меньшинств и подавления дискуссий о религиозных или культурных вопросах.
Кроме того, в Пакистане существуют и другие законы и положения, ограничивающие свободу вероисповедания. Например, законодательство, ограничивающее права религиозных меньшинств, в частности, мусульман-ахмади. Оно включает в себя Постановление № 20 правительства Пакистана от 1984 года, запрещающее ахмадийцам идентифицировать себя как мусульман и распространять свою веру. Нарушение этого запрета влечёт за собой наказание в виде штрафа или лишения свободы на срок до трёх лет.